# Vestas
Vestas Wind Systems — датская компания, один из крупнейших в мире производителей ветрогенераторов. Старейший из современных производителей ветрогенераторов.

## История
Компания основана в 1898 году в Леме Хансом Смитом Хансеном. Первоначально это был кузнечный цех. В 1928 году компания начала производство металлических рам для окон промышленных зданий. К этому времени в компании начал работать сын основателя, Педер Хансен. В 1945 году Педер Хансен учредил новую компанию, Vestjysk Stalteknik (сокращённо Vestas) по производству бытовой техники. В 1956 году Vestas начала производство интеркулеров для судовых двигателей компании B&W, что на ближайшие 10 лет стало основным направлениям деятельности.
В конце 1960-х годов Vestas перешла на производство гидравлических кранов. Они пользовались большим спросом, однако нефтяной кризис 1973 года подорвал транспортную отрасль, что привело к падению продаж погрузочной техники. Компания начала поиск нового продукта и решила заняться разработкой ветрогенератора. Первоначально планировалось использовать ротор Дарье, но в 1979 году была представлена собственная разработка — трёхлопастная турбина, быстро ставшая стандартной в ветроэнергетике.
В 1980 году Vestas начала серийное производство турбин мощностью 55 кВт. В 1983 году был открыт филиал в США, Vestas North America, Ltd.; к концу 1985 года Vestas продала в США 2500 турбин. Однако в 1985 году в США истёк срок действия налоговых льгот для рынка ветряных турбин, в следующем году продажи резко упали, и в конце 1986 года Vestas объявила о банкротстве.
В результате реорганизации в 1987 году появилась компания Vestas Wind Systems, её штат насчитывал 60 человек, по сравнению с 800 у Vestas в 1985 году. В том же 1987 году была создана дочерняя компания в Индии, в 1988 году она получила крупный контракт на строительство 6 ветроэлектростанций. В 1980-х годах в Дании поялось много производителей ветряных генераторов, к концу десятилетия правительство страны начало поощрять их консолидацию; в 1989 году Vestas поглотила одного из конкурентов, Danish Wind Technology. Также а 1989 году появилась дочерняя компания в Германии. В 1992 году были открыты предприятия в США и Швеции. Вскоре компания вышла на рынки Великобритании, Австралии и Новой Зеландии. В 1994 году была поглощена ещё одна датская компания, Volund Stalteknik, а также было создано совместное предприятие с испанской компанией Gamesa.

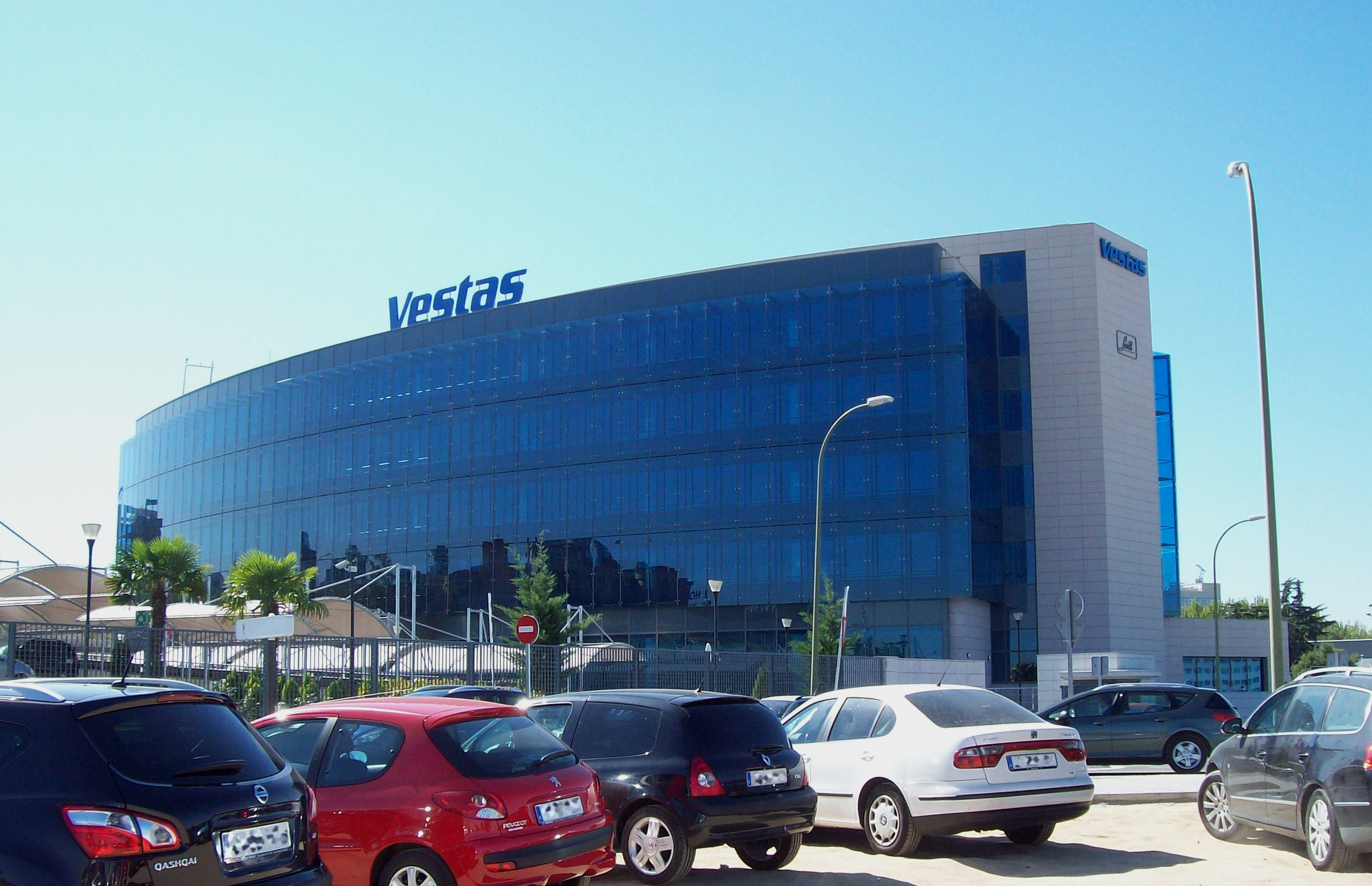
Офис в Мадриде (Испания)

В 1998 году Vestas разместила свои акции на Копенгагенской фондовой бирже. Также в 1998 году был открыт завод в Италии, а в 1999 году начал работу новый завод по производству лопастей в Накскове (Дания). В 2001 году было начато строительство первой в мире крупной офшорной ветроэлектростанции Хорнс-Риф у побережья Дании. В 2002 году был получен контракт на строительство офшорной ветроэлектростанции в Великобритании, для его выполнения были открыты два новых завода, в Шотландии и Германии. В 2004 году было завершено поглощение датской компании NEG Micon, это увеличило долю Vestas на мировом рынке до 40 %. В 2005 году был получен контракт на поставку генераторов для ветроэлектростанции в китайском уезде Жудун, тогда же началось строительство завода в Тяньцзине.
В 2009 году было закрыто два завода, один в Дании, другой на острове Уайт (Великобритания), в то же время были расширены производственные мощности в США, КНР и Испании. В 2009 году доля компании на мировом рынке составляла 12,5 %. В июне 2010 года компания начала разработку фундаментов для офшорных ветряных турбин, которые будут строиться на участках моря глубиной до 70 метров. В 2010 году компания занимала первое место в мире по суммарной мощности, произведённого за год оборудования — 5842 МВт.
В 2011 году компания раскрыла детали офшорной турбины V-164 мощностью 7,0 МВт, которая позже была перемаркирована на номинальную мощность 8 МВт. В сентябре 2013 года было создано совместное предприятие с японской корпорацией Mitsubishi Heavy Industries.
В 2017 году Vestas установила у берегов Великобритании ветрогенератор мощностью в 9,5 МВт и размахом лопастей 187 метров, который на тот момент являлся самым мощным ветрогенератором в мире (см. Энергетика Великобритании). К 2017 году Vestas установила в 63 странах мира 60 530 ветрогенераторов суммарной мощностью 83 260 МВт.

## Деятельность

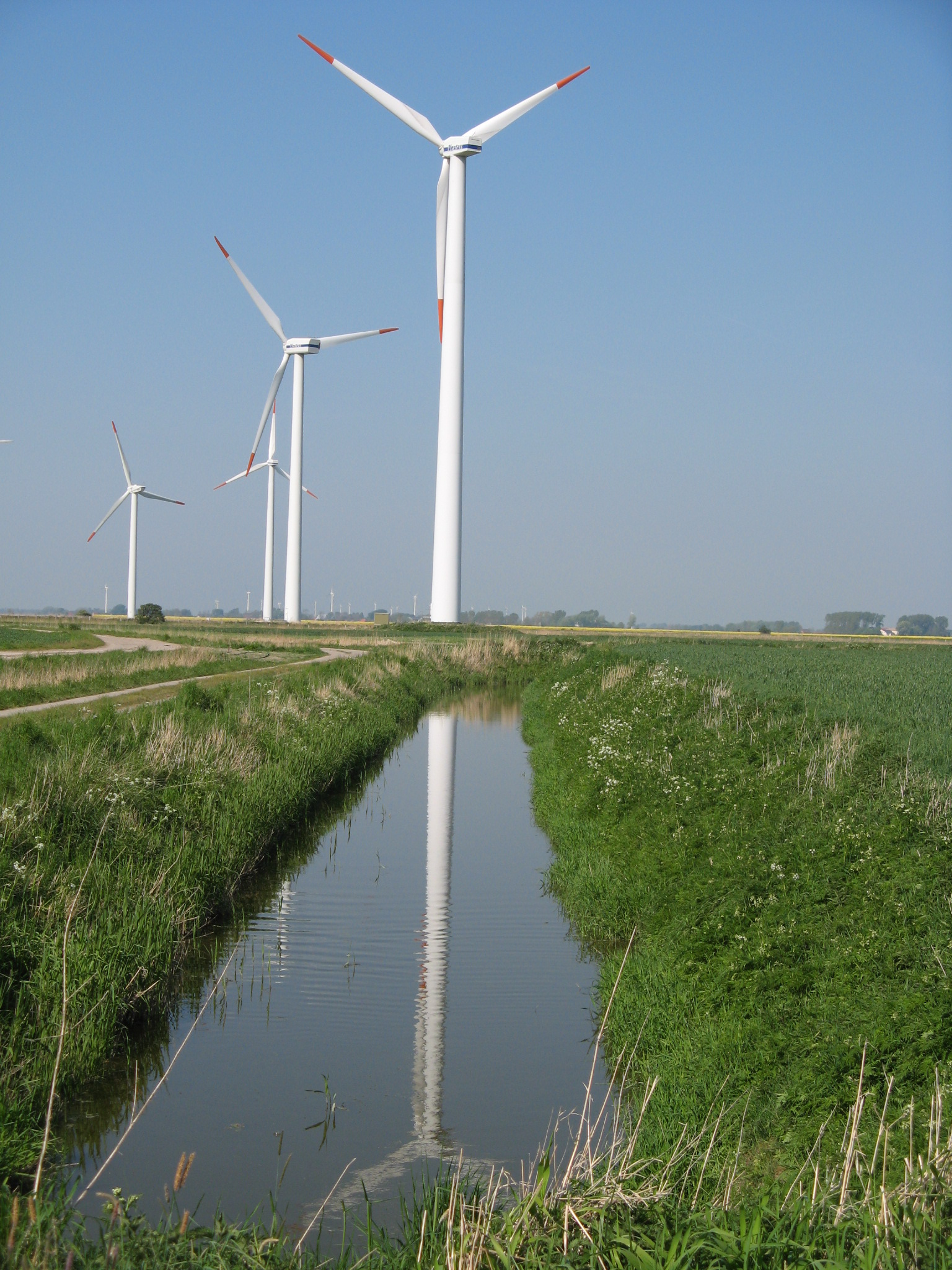
Ветрогенераторы Vestas в Германии

Подразделения компании по состоянию на 2024 год:
- энергетические решения — производство и монтаж ветрогенераторов, за год было установлено наземных генераторов общей мощностью 11,5 ГВт и морских общей мощностью 1,4 ГВт; 79 % выручки;
- услуги — обслуживание ветрогенераторов в 67 странах общей мощностью 155 ГВт; 21 % выручки.

Собственные производственные мощности имеются в Дании, Германии, Великобритании, Италии, Китае, Индии, США и Бразилии. Генераторы производятся в Германии и Китае, в других странах выпускаются лопасти, конвертеры, осуществляется сборка. В то же время компания широко применяет аутсорсинг производства.
За 2024 год компанией было выпущено и установлено 2837 ветрогенераторов общей установленной мощностью 12,9 ГВт (в 2020 году — 5239 генераторов мощностью 17,2 ГВт). Всего компанией к 2024 году было установлено генераторов общей мощностью 189 ГВт в 88 странах. Выручка компании за 2024 год составила 17,3 млрд евро, её распределение по регионам: Европа, Ближний Восток и Африка — 47 %; Америка — 39 %; Азиатско-Тихоокеанский регион — 14 %. Крупнейшими рынками сбыта были США (€3,46 млрд), Германия (€2,32 млрд), Бразилия (€1,74 млрд) и Дания (€347 млн).

### Vestas в России
В 2018 году Vestas заключила с Россией специальный инвестиционный контракт (СПИК): создана российская дочка Vestas — «Вестас мэньюфэкчуринг рус», открыт завод по производству лопастей для ветряных электростанций (ВЭС) в Ульяновске (штат завода составляет 443 человека). Инвестконтракт был заключён сроком на восемь лет; «Вестас мэньюфэкчуринг рус» вложила в производство более 2 млрд руб.
В 2022 году инвестконтракт был расторгнут (это может стать вторым в истории разрывом СПИК в России), Vestas приняла решение покинуть российский рынок из-за ситуации вокруг Украины.

## Продукция

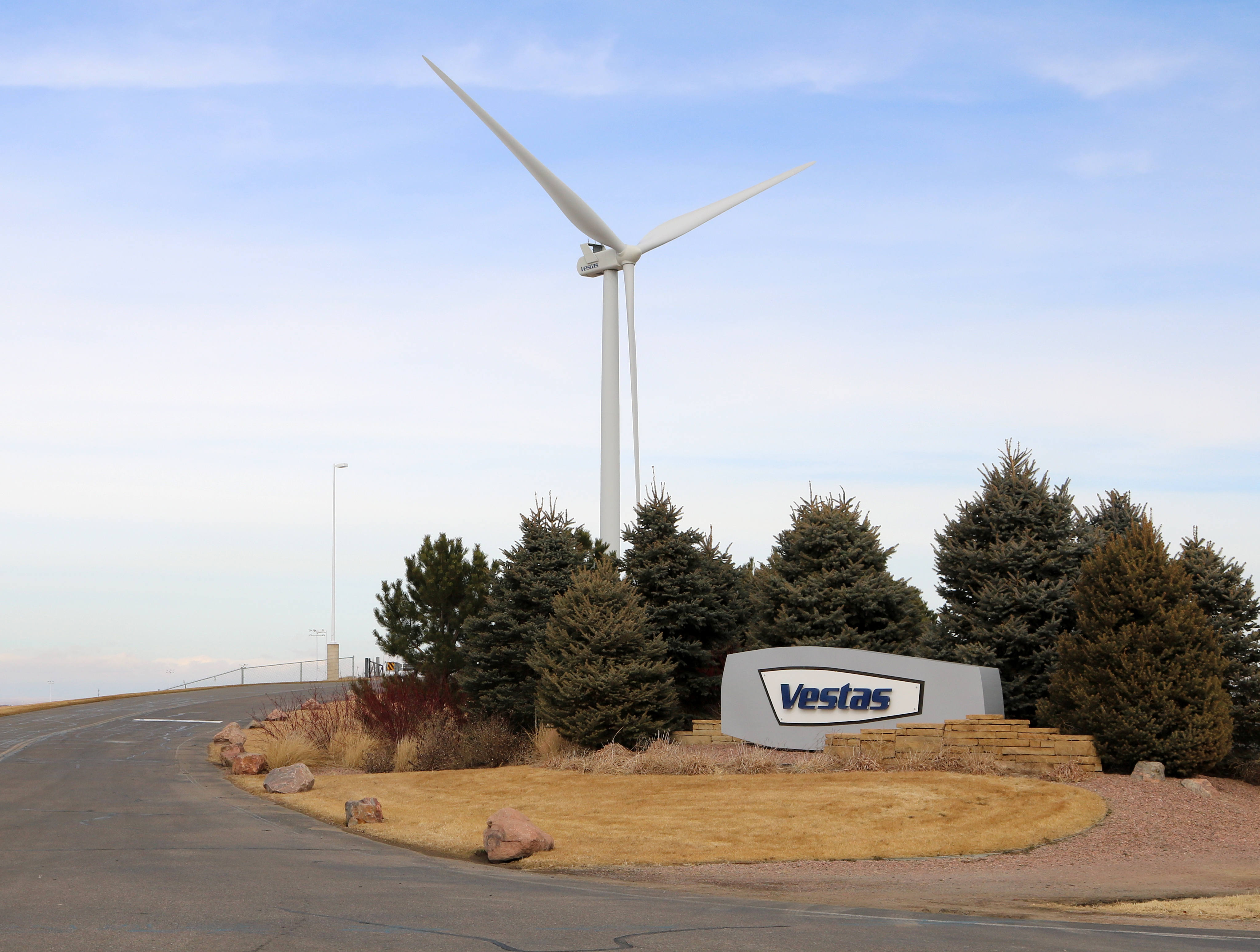
Въезд на завод в Колорадо

Vestas производит промышленные ветрогенераторы мощностью от 660 кВт. до 8,0 МВт.
- V47-660 kW
- V52-850 kW
- V60-850 kW (China)[13]
- V66-1.75 MW
- V80-1.8 MW
- V80-2.0 MW
- V82-1.65 MW
- V90-1.8 MW
- V90-2.0 MW
- V90-3.0 MW
- V100-1.8 MW IEC S
- V100-2.0 MW IEC 2B
- V100-2.6 MW
- V110-2.0 MW IEC 3A
- V112-3.0 MW IEC 2A
- V112-3.3 MW IEC 2A
- V112-3.3 MW IEC 1B
- V117-3.3 MW IEC 2A
- V126-3.3MW (2013)[14]
- V164-8.0MW (2014)[15]

## Руководство
- Андерс Руневад (Anders Runevad, род. в 1960 году) — председатель совета директоров с 2023 года, член совета с 2020 года.
- Хенрик Андерсен (Henrik Andersen, род. в 1967 году) — генеральный директор с августа 2019 года.